# لوژیتسه (ناحیه هودونین)
لوژیتسه (به چکی: Lužice) یک منطقهٔ مسکونی در جمهوری چک است که در ناحیه هودونین واقع شده‌است. لوژیتسه ۷٫۵۲ کیلومتر مربع مساحت و ۲٬۸۷۴ نفر جمعیت دارد و ۱۷۶ متر بالاتر از سطح دریا واقع شده‌است.